# Paul Oscher
Paul Oscher (* 5. April 1950, Brooklyn, New York; † 18. April 2021) war ein US-amerikanischer Bluessänger, Songwriter, Gitarrist, Pianist und Mundharmonikaspieler.

## Leben
Paul Oscher begann mit dem Mundharmonikaspielen mit 12 Jahren, als sein Onkel ihm eine Mundharmonika schenkte. Mit 15 Jahren trat er als Duo mit dem Gitarristen und Sänger Little Jimmy Mae in schwarzen Clubs in New York auf. Mitte der 1960er-Jahre traf er Muddy Waters im Apollo Theater und als 1967 die Muddy-Waters-Band keinen Mundharmonikaspieler hatte, sprang er ein. Muddy Waters nahm ihn in seine Band und er spielte bis 1971 in dieser Formation. Er lebte zu dieser Zeit im Haus Muddy Waters’, gemeinsam mit Otis Spann, von dem er das Klavierspielen lernte.
Nach der Trennung von Waters bildete er unter dem Namen Brooklyn Slim eine eigene Band. Seine Band spielte unter anderen mit Big Joe Turner, Doc Pomus, Victoria Spivey, Big Walter Horton und Johnny Copeland. Mit Louisiana Red gingen sie auf eine Europatournee.
In den 1980er-Jahren zog er sich aus dem Musikgeschäft zurück und ging einem Brotberuf nach, aber 1992 kehrte er zurück. Nach einer US-Tournee mit Jimmy Rogers und der Muddy Waters Tribute Band nahm er 1995 sein erstes Album (The Deep Blues of Paul Oscher) auf. Mit der darauf folgenden Aufnahme Knockin’ on the Devils’ Door erhielt er bereits eine Nominierung für den W. C. Handy Award.
Oscher tourte als Solokünstler oder mit einem Trio. Zuletzt arbeitete er auch an einem Buch über seine Erfahrungen im Bluesgeschäft. Als ehemaliger Sideman von Muddy Waters inspirierte er viele junge Musiker, so zum Beispiel Rick Estrin, Jerry Portnoy, Paul deLay und William Clark.

## Auszeichnungen
- 1995 Für den W.C. Handy Award nominiert
- 2000 L.A. Music Award als Outstanding Blues Artist of the Year
- 2004 Vier Nominierungen für den Blues Music Awards "Alone with the Blues"
- 2006 Blues Music Awards für "Down in the Delta" "Acoustic Album of the Year" und "Acoustic Artist of the Year"[3]

## Zitate
- Paul Oscher plays the soul I feel - Muddy Waters
- Paul Oscher’s a monster: harp, piano, and guitar—plays slide like Muddy - James Cotton[3]

## Diskographie

### Paul Oscher
- 1976 Stormy Monday/Driving Wheel (45 RPM)
- 1976 New York Really Has The Blues
- 1992 Nothin’ But The Blues
- 1992 Brooklyn Slim Live
- 1993 Rough Stuff
- 1994 Paul Oscher & Steve Guyger Live At The Five Burros Café
- 1996 Knockin’ On The Devils Door
- 1997 The Deep Blues Of Paul Oscher
- 1998 Live In The Virgin Islands
- 2000 Paul Oscher & Steve Guyger Living Legends Deep In The Blues
- 2004 Alone With The Blues
- 2005 Down In The Delta
- 2010 Bet On The Blues

### Paul Oscher und Muddy Waters (Auswahl)
- 1968 Live At Montreux[4]
- 1968 Five Long Years
- 1969 Rollin And Tumblin’
- 1971 Live At Mister Kelly’s
- 1976 The Chess Box